# Vogel-Lisi
Das Vogel-Lisi (auch: Vogellisi) ist ein Schweizer Mundart-Lied aus Adelboden im Berner Oberland. Obwohl es wohl erst in der Mitte des 20. Jahrhunderts entstand, zählt es zu den Berner Volksliedern. Das Lied ist zu einem Markenzeichen von Adelboden geworden und gehört zu den bekanntesten Mundartliedern der Schweiz. Die Melodie der (einzigen) Strophe ist identisch mit der von Zoge am Boge de Landamme tanzed, im Refrain unterscheiden sich die beiden Melodien beträchtlich.

## Entstehung
Die Entstehung des Lieds ist nicht eindeutig geklärt. Aus alten Büchern, Dokumenten, Überlieferungen und dem Ortsarchiv von Adelboden sind keine Hinweise auf das Lied oder die Figur der Vogel-Lisi bekannt, ebenso wenig im alten Repertoire der Adelbodner Chöre. Es kann daher davon ausgegangen werden, dass das Lied kein traditionelles Kulturgut ist, sondern ein modernes Volkslied.
In einer literarisch und touristisch getriebenen, unter anderem mit dem Sillerenbühl als Vogellisi-Berg konnotierten Schöpfung aus dem 21. Jahrhundert bezieht sich das Lied auf eine Kräuterfrau, die früher in Adelboden gelebt haben soll. Diese sammelte Kräuter und wurde dabei von einem Vogel – einem Adler oder einem Raben – begleitet, der nach dem tödlichen Absturz der Frau ebenfalls tot aufgefunden wurde. Die ausgeschmückte, von der gebürtigen Adelbodnerin Annemarie Stähli verfasste Geschichte dazu hat die tatsächliche, mündlich überlieferte Entstehung des Liedes verdrängt.
Nach Aussage des Adelbodner Vizetourismusdirektors Jürg Blum im Januar 2011 gegenüber Radio DRS entstand das Lied in den 1950er Jahren bei der Eröffnung der Alten Taverne in Adelboden. Dort spielte das Duo Meisen aus Zürich. Als die schöne junge Fotografin Lisa das Lokal betrat, habe das Duo «das Stück spontan aus dem Ärmel geschüttelt», um diese Frau zu besingen. Das Lied sei daher eigentlich ein «Anmachlied». Die Fotografin Lisa sei eine «hübsche Lebefrau» mit einem «zweifelhaften Ruf» gewesen und habe «Freundschaften öfters gewechselt». Sie habe in den 1950er-Jahren die Gäste in den Nachtlokalen Adelbodens abgelichtet und dabei manch einem Adelbodner den Kopf verdreht.
Diese Version wird andernorts modifiziert bestätigt: Geschrieben habe es demnach das Duo Maissen, Paul und Bert aus Thun, die in Berner Oberländer Ausgehlokalen aufspielten, wie u. a. Jean-Rolf Pieren, langjähriger Kinobetreiber in Adelboden, bestätigte. Die oben erwähnte Fotografin war bei einem der beiden renommierten Adelbodner Fotohäuser beschäftigt, lichtete das Partyvolk ab und bot Abzüge feil – eine damals populäre Praxis. Das Lied soll demnach aber nicht in Adelboden entstanden sein, sondern in Gstaad: Dort sei die Fotografin bei der Arbeit gewesen, und als das Duo Maissen, das ebenfalls an der Arbeit war, die Frau gesehen habe, habe es spontan das Lied erfunden.

## Liedtext
Das Lied besteht nur aus einer Strophe mit anschliessendem Refrain. Da es in Schweizerdeutsch verfasst ist, für das keine einheitliche Schreibweise existiert, sind die Liedtexte unterschiedlich, je nachdem ob es mehr dem berndeutschen Dialekt oder einem eher allgemeinen schweizerdeutschen Dialekt (z. B. Zürichdeutsch) näher kommen soll.

### Zwei Varianten der Schreibweise des Liedtextes
| Wenn i nume wüsst wo s’Vogellisi wär | Wenn i nume wüsst wo ds Vogel-Lisi wär |
| s’Vogellisi chunt vo Adelbode her    | Ds Vogel-Lisi chunnt vo Adelbode här   |
| Adelbode liit im Berner Oberland     | Adelbode isch im Bärner Oberland       |
| s’Berner Oberland isch schön         | Ds Bärner Oberland isch sch-ö-ön       |
| ja, z’Oberland ja, z’Oberland        | Ds Oberland, ja ds Oberland            |
| z’Berner Oberland isch schön         | Ds Bärner Oberland isch schö-ö-ön      |
| z’Oberland jo, z’Oberland            | Ds Oberland, ja ds Oberland            |
| z’Berner Oberland isch schön.        | Ds Bärner Oberland isch schön.         |

Auf Hochdeutsch bedeutet der Text: «Wenn ich nur wüsste, wo das Vogellisi ist / das Vogellisi kommt aus Adelboden / Adelboden liegt im Berner Oberland / das Berner Oberland ist schön …»

## Adaptionen
Das Lied wurde von vielen Künstlern aufgegriffen und in teilweise eigenen Interpretationen (Coverversionen) wiedergegeben, beispielsweise von Matty Valentino in einer Après-Ski-Version oder DJ Ötzi im Duett mit Sylvia Michel.

## Trivia
In Adelboden wurden viele Dinge nach dem Lied benannt, so gibt es Vogel-Lisi-Wanderwurst, Vogel-Lisi-Käse, Vogel-Lisi-Tee, Vogellisi-Kaffee, Vogel-Lisi-Gonfi, Vogel-Lisi-Sirup, Vogellisi-Erlebnisweg, einen Berglauf und ein Musikfestival mit diesem Namen. Adelboden Tourismus vermarktet das Markenzeichen «Vogel-Lisi» und bot zeitweise mehrere Versionen des Lieds auf seiner Website an bis hin zu einer Giraffe, die das Lied singt.